# 徐今强
徐今强（1914年—1976年7月21日），浙江宁波人，中华人民共和国政治人物。
徐今强早年加入延安抗日军政大学，此后担任新四军第六支队豫东游击总队大队指导员兼宣传科长，新四军第四师联络科科长，中国人民解放军第2军第9旅政治部主任，华中军区联络科科长，中共中央华中分局调查研究室资料科科长，胶东军工部研究室副主任等职。中华人民共和国成立后，任上海中国石油公司军代表。1950年，任中华人民共和国燃料工业部石油管理总局副局长、代局长。1957年，任兰州炼油厂厂长。1963年，起用为中华人民共和国石油工业部副部长，后兼任大庆油田工委书记、总指挥。1966年，任中华人民共和国化学工业部代理部长，后改燃料化学工业部副部长。1975年转为煤炭工业部部长。